# Іванківці (Сатанівська селищна громада)
Іва́нківці — село в Україні, у Сатанівській селищній територіальній громаді Хмельницького району Хмельницької області. Населення становить 1542 осіб.

## Історія

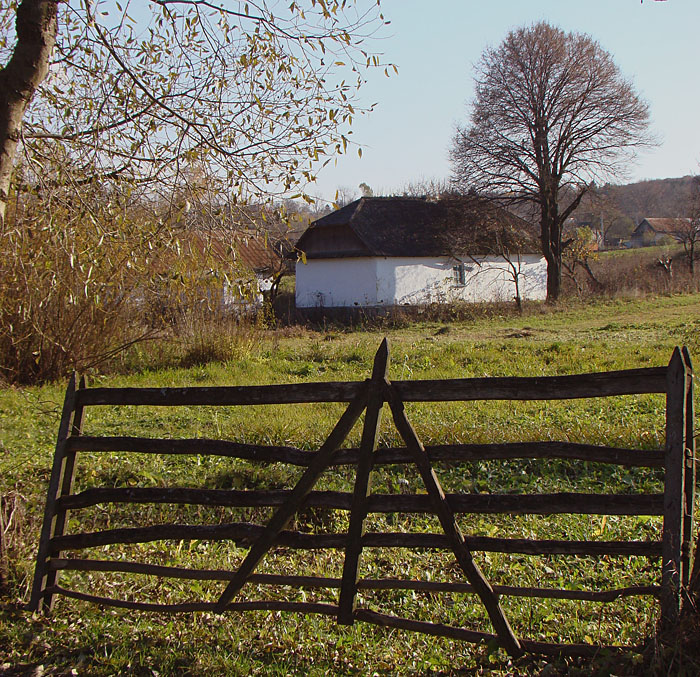
Хата

Відомі раніше як Іванківці Сатанівські. У довідковому виданні «Парафії та церкви Подільської єпархії» (Кам'янець-Подільський, 1901) зазначено: «Село розташоване в долині, оточеній невеликими височинами, у п'яти верстах від Сатанова на південь і в трьох верстах від прикордонної річки Збруч. Річки та ставка в селі немає, але місцевість здорова, багата садами, поблизу є ліси. Ґрунти — чорнозем і суглинок. Іванківці належали і належать до Сатанівського маєтку і щодо землеволодіння мали однакову долю із Сатановом. Село велике і має дві парафії — Преображенську та Вознесенську» .
26 жовтня 1921 р. під час Листопадового рейду розвідча чота (командир Павло Сумароків) Подільської групи Армії Української Народної Республіки захопила в Іванківцях 14 бійців московського продовольчого взводу на чолі з командиром, повернувши селянам награбоване цим взводом у них збіжжя. За це селяни подарували козакам 3 вози вівса для коней. Полонені грабіжники були розстріляні на цвинтарі.
У селі в братській могилі поховано Героя Радянського Союзу Павла Олександровича Макарова, який загинув 24 березня 1944 року в бою біля села.
15 жовтня 2015 року під час архіпастирського візиту Святійший Патріарх Київський і всієї Руси-України Філарет у Іванківцях освятив Вознесенський храм.

## Населення

### Мова
Розподіл населення за рідною мовою за даними перепису 2001 року:
| Мова       | Відсоток |
| ---------- | -------- |
| українська | 98,25%   |
| російська  | 1,75%    |

## Символіка

### Герб
В зеленому щіті з срібною хвилястою базою і срібною главою, відділеною у дев’ять зламів, середній з яких більший, срібна мурована фортеця із баштою посередині, з чорними вікнами і відчиненими ворітьми, у яких золоте коло з червоним трипільським візерунком. На башті – червоний людський слід в балку. Башта супроводжується по сторонам двома золотими квітками буку із срібними листками і стеблами. Щит вписаний у декоративний картуш і увінчаний золотою сільською короною. Унизу картуша напис «ІВАНКІВЦІ».

### Прапор
Квадратне полотнище розділене горизонтально на п'ять смуг – ламану у 9 зламів білу, середній злам більший, зелену, муровану білу, зелену і хвилясту білу, у співвідношенні 1:2:1:1:1. На другій смузі дві жовтих квітки буку із білими листками і стеблами, на третій – червоний людський слід.

### Пояснення символіки
Фортеця – символ історичної споруди, що існувала в селі; слід – легенда про слід Божої Матері на камені; трипільський візерунок – символ давніх трипільських поселень в цій місцевості; квітки буку – символ єдиного місця на Поділлі, де росте бук; п'ять  зелених трикутників – символ п'яти пагорбів навколо села; хвиляста база – річка Збруч.

## Природоохоронні території
Неподалік від села розташовані ботанічний заказник «Сатанівська Дача» та Іванковецький ландшафтний заказник, гідрологічний заказник Шандровський. Село Іванківці лежить у межах національного природного парку «Подільські Товтри».

## Галерея

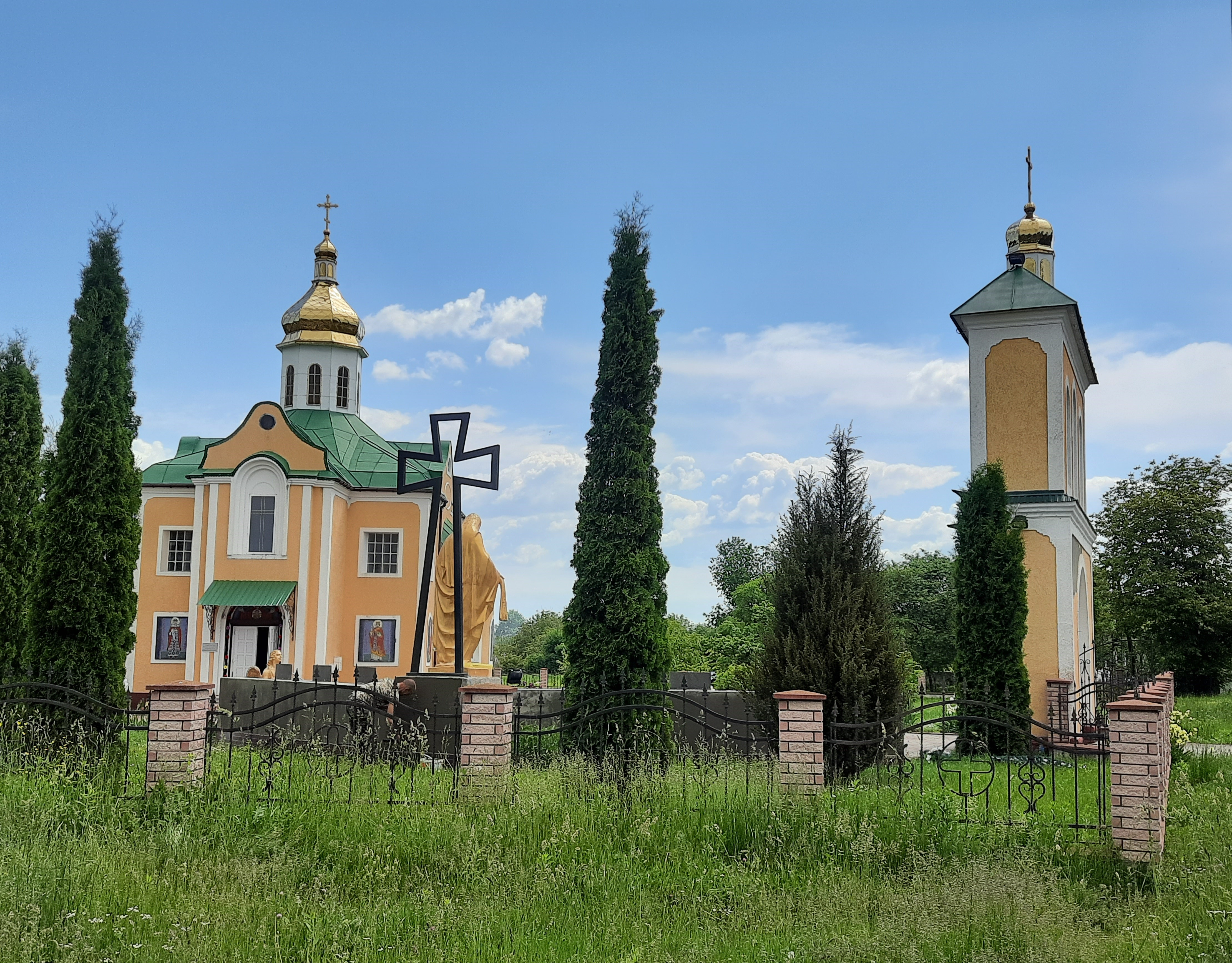
Вознесенська церква
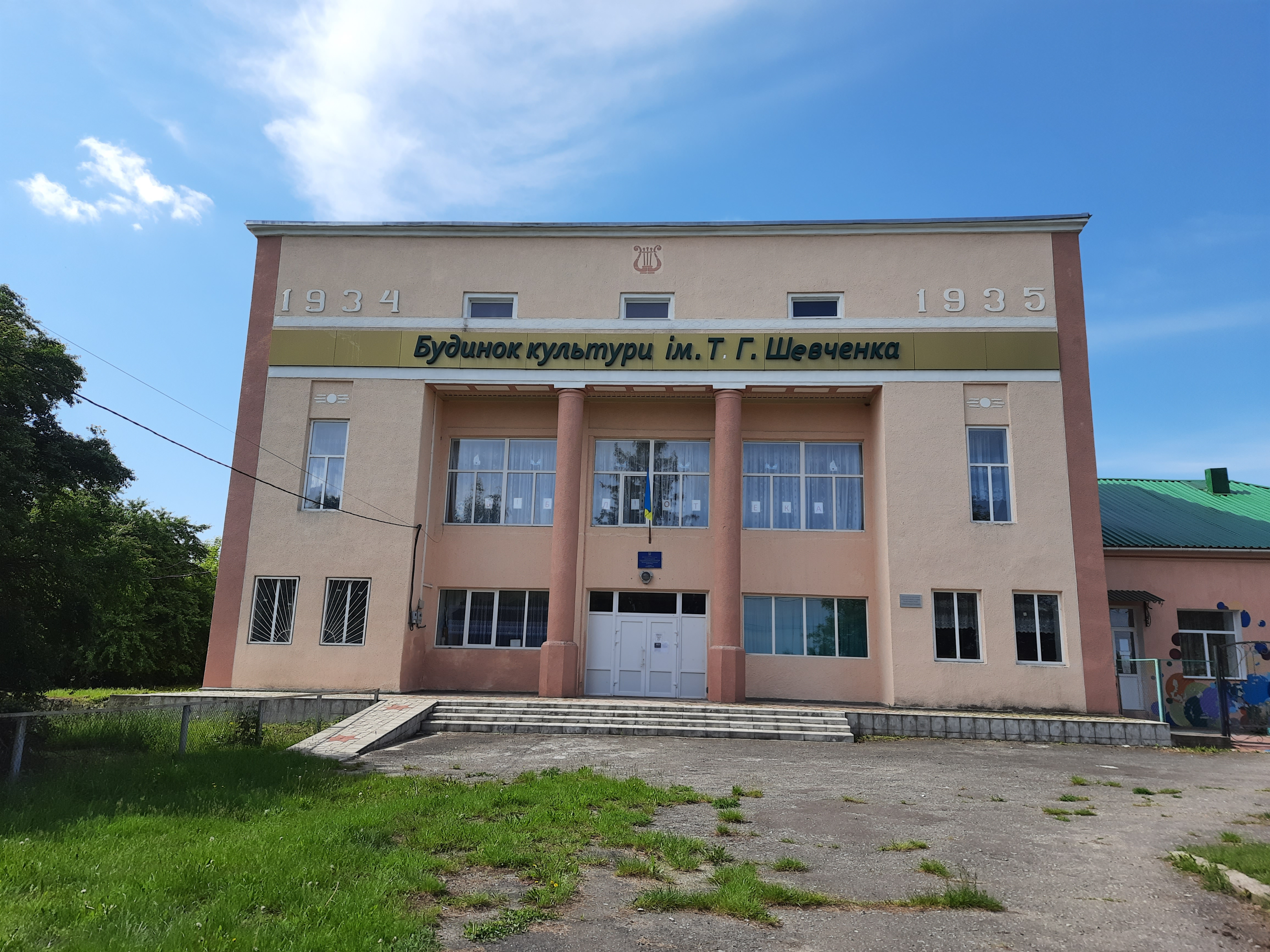
Будинок культури
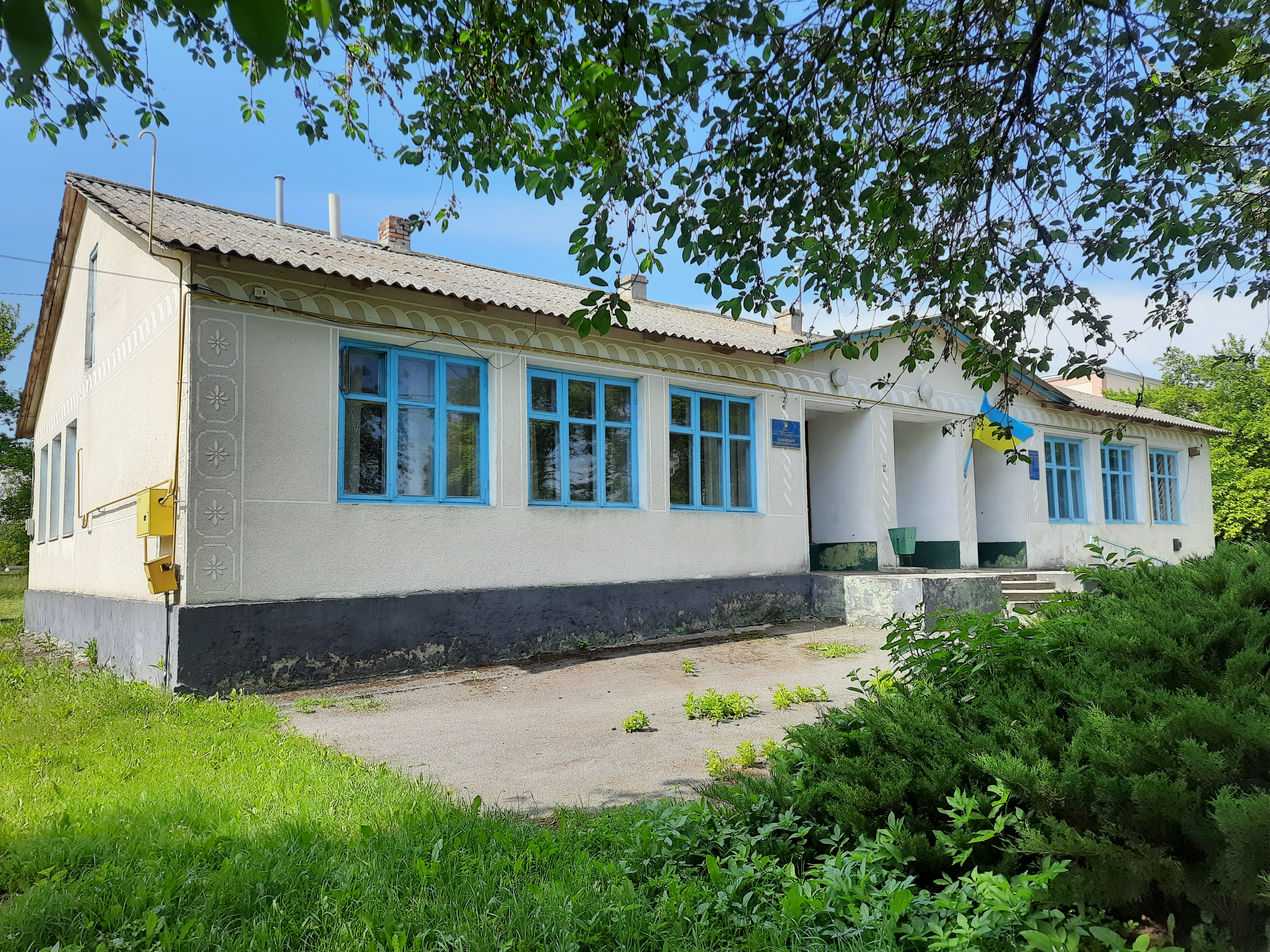
Старостат
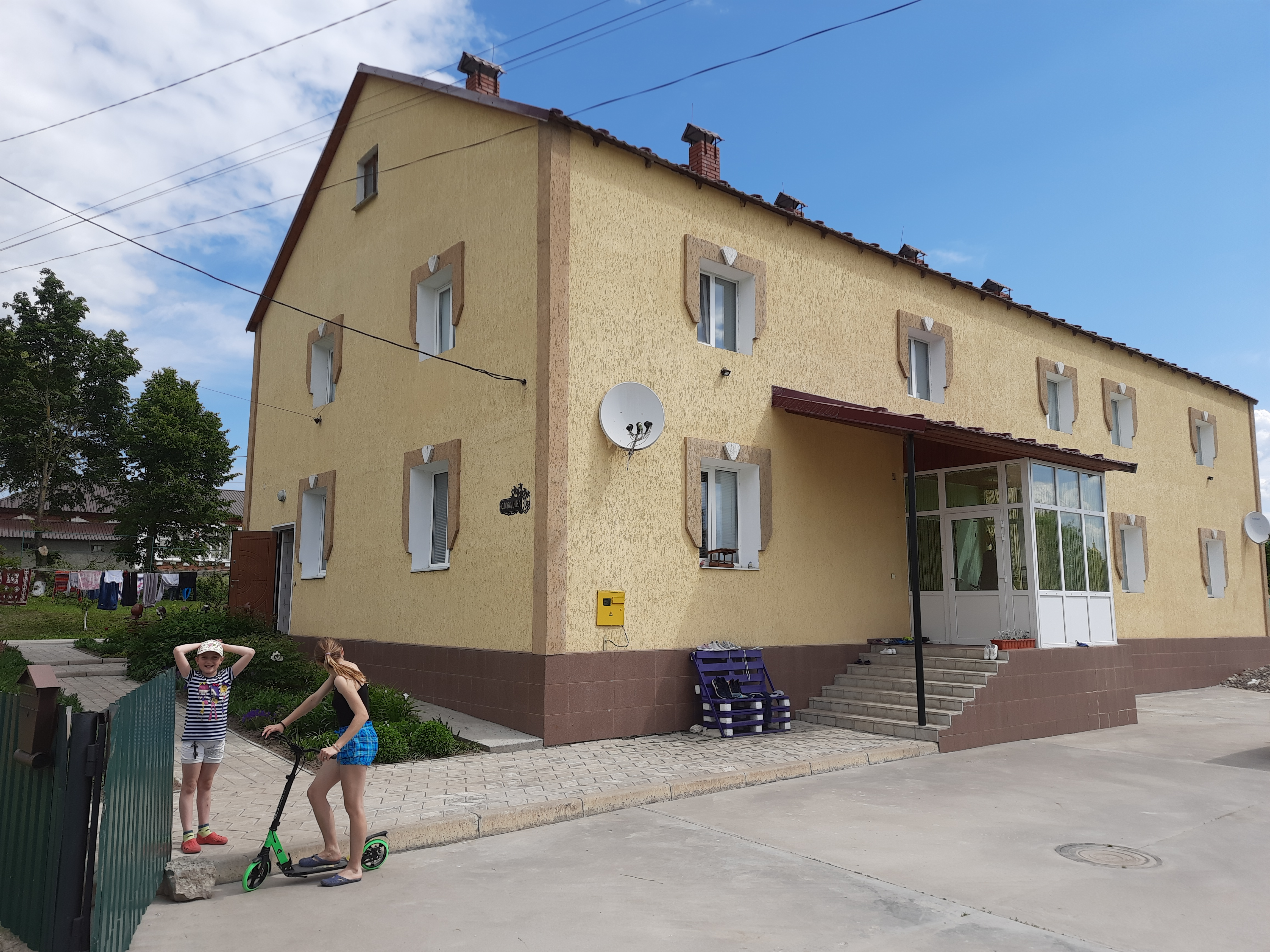
Дитячий будинок сімейного типу
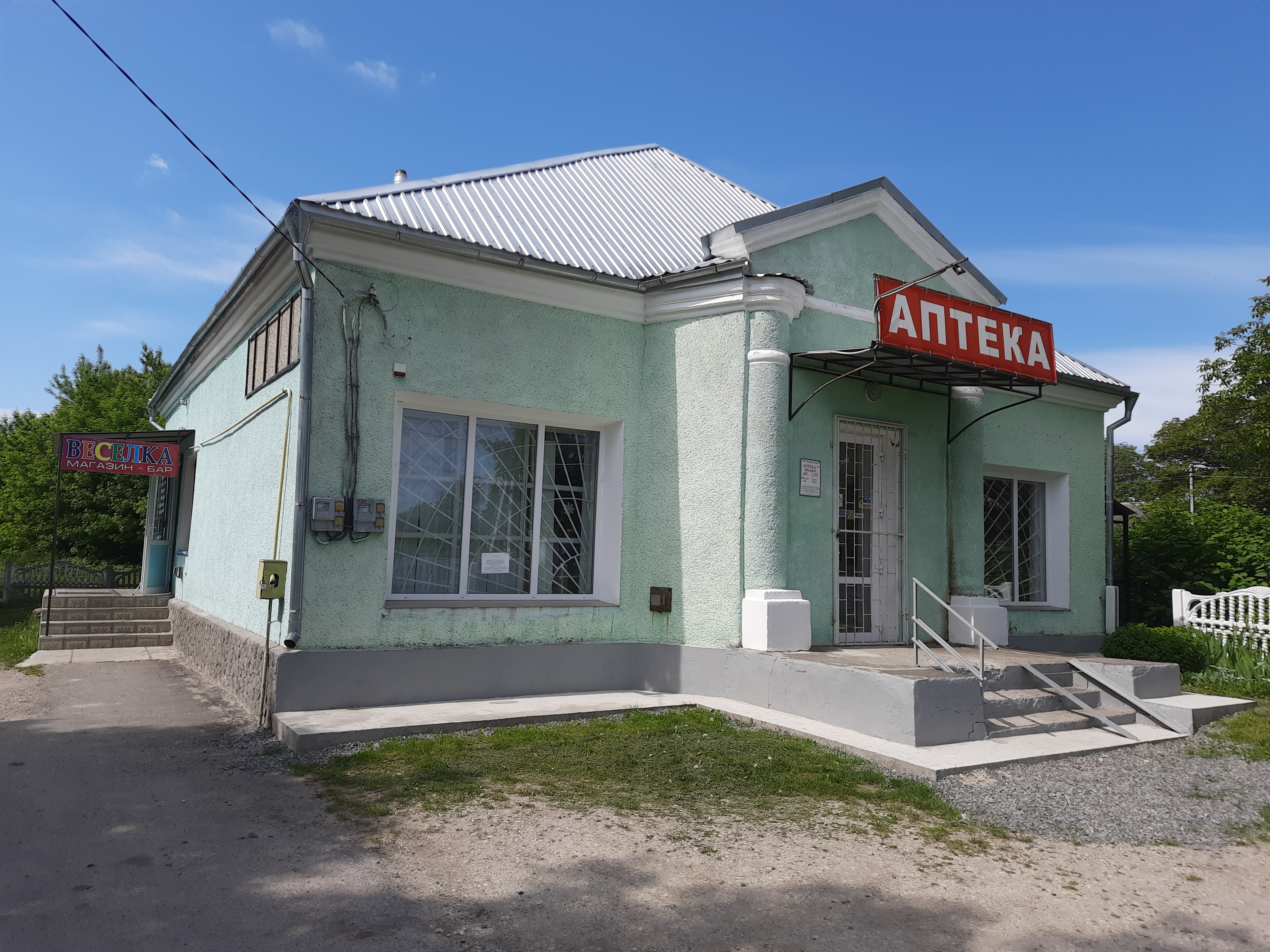
Аптека
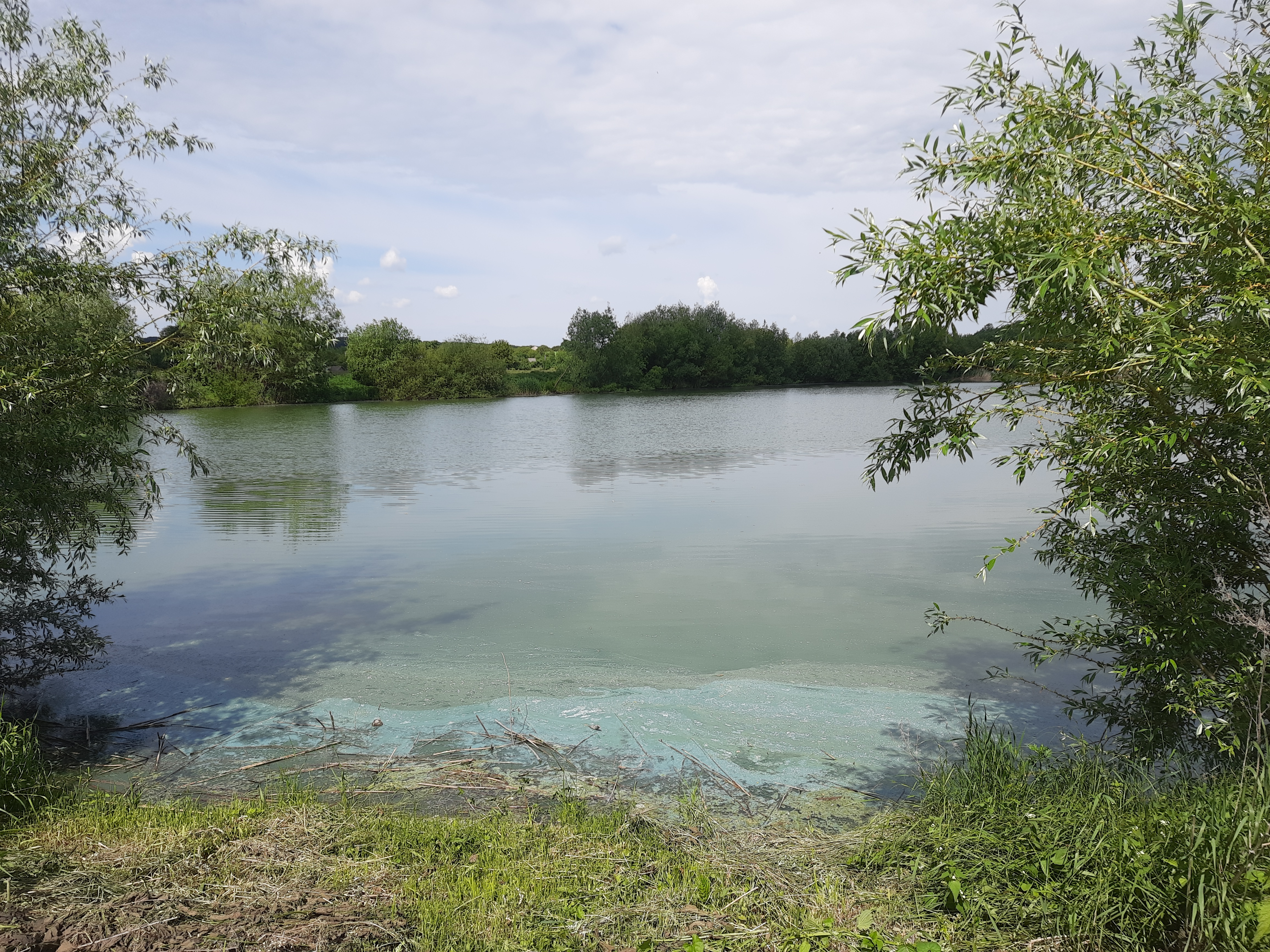
Став біля села
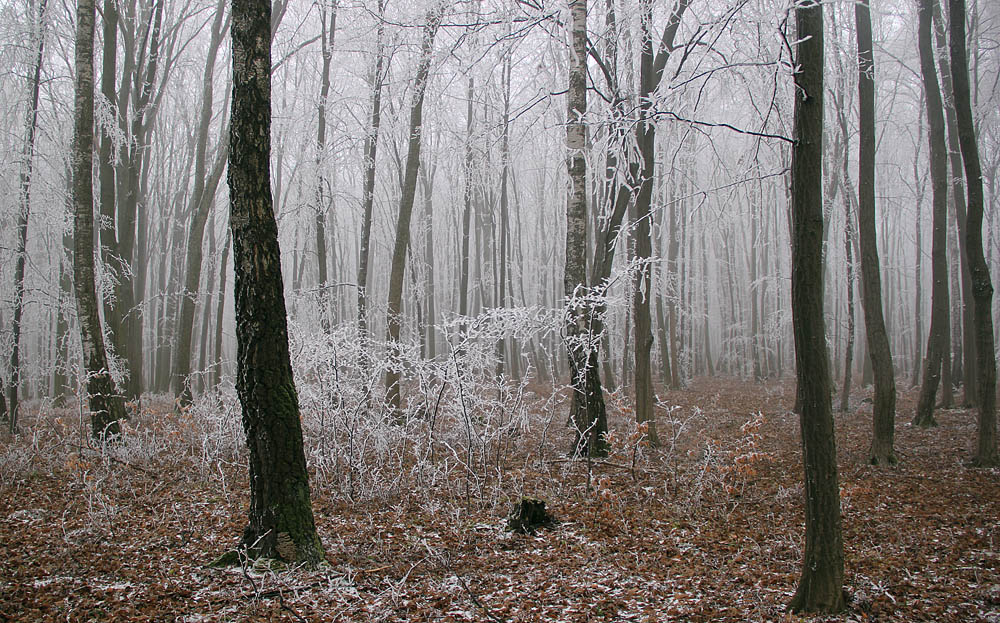
Ландшафтний заказник Іванковецький
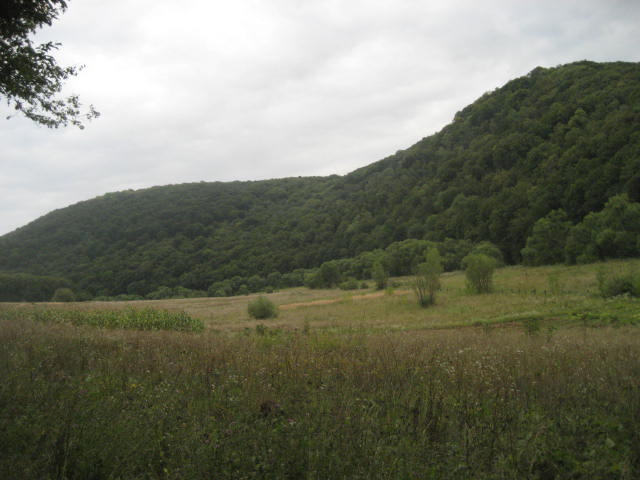
Ландшафтний заказник Іванковецький
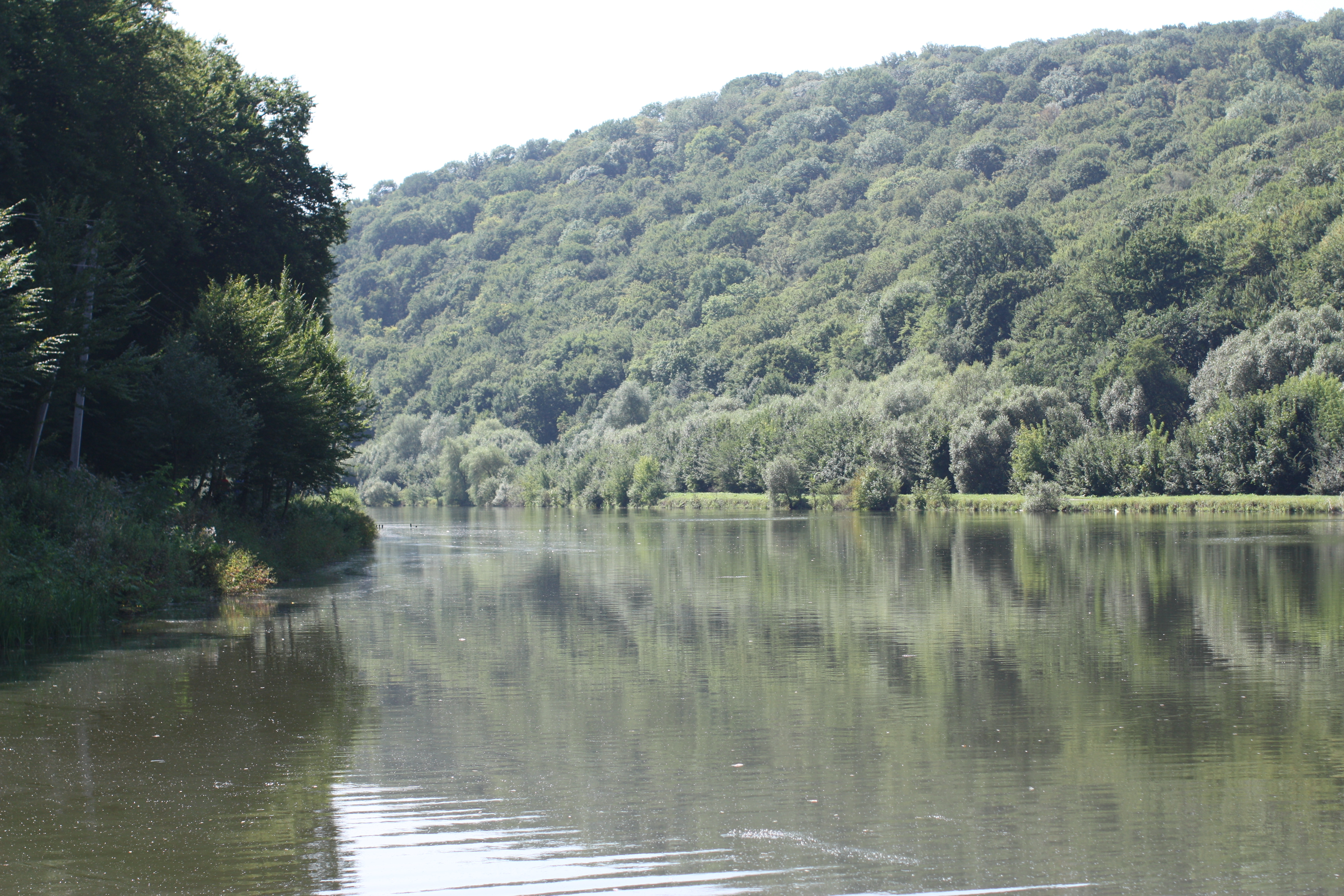
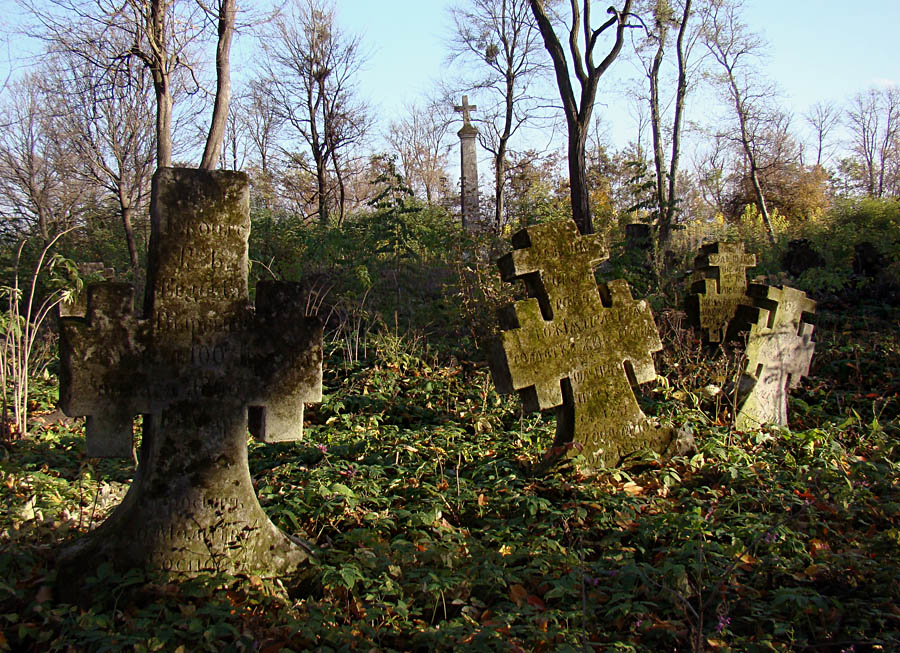
Старий цвинтар